# 宮地静香
宮地 静香（みやぢ しずか、1981年11月4日 - ）は、日本の女子クリケット選手。日本人初のプロクリケット選手である。
日本代表の一員として中国で開かれた2010年アジア競技大会に出場、3位決定戦で中国に勝利し、銅メダルを獲得した。
日本代表としてワン・デイ・インターナショナルデビューを果たしたのは2011年の女子クリケット・ワールドカップ予選会である。2013年にはICCワールド・トゥエンティ20で日本代表のキャプテンを務めた。2019年4月にバヌアツで開かれた女子ワールドカップ東アジア太平洋予選でも代表に招集された。女子トゥエンティ20インターナショナル（WT20I）デビューはインドネシア代表と対戦した2019年5月6日の東アジア太平洋予選である。

## 経歴
兵庫県西宮市出身。西宮市立今津中学校および武庫川女子大学附属高等学校時代は陸上競技をしていた。同志社大学文学部入学後の2001年に先輩から勧誘を受けてクリケットを始めた。
2006年に初めて日本代表選手に選出され、以来2021年までに日本代表として70試合以上に出場し、最多出場記録を保持している。また、2011年・2012年・2016年・2017年に日本クリケット協会の年間最優秀女子選手賞を受賞している。2022年、同年新設されたばかりのフェアブレーク・インビテーショナルでプロ契約を締結し、日本人初のプロクリケット選手になった。同大会ではSpiritに所属し、チームは3位で競技を終えた。宮地は5試合に出場し、2022年5月8日の第2戦で最優秀選手に選ばれた。
2022年現在、栃木県佐野市に居住し、佐野クリケットクラブに所属している。